# Promozione Veneto 1956-1957
La Promozione fu il massimo campionato regionale di calcio disputato in Veneto nella stagione 1956-1957.
A ciascun girone, che garantiva al suo vincitore la promozione a condizione di soddisfare le condizioni economiche richieste dai regolamenti, partecipavano sedici squadre, ed era prevista la retrocessione solo delle peggiori piazzate, a causa del previsto allargamento della sovrastante IV Serie.
Per le regioni come il Veneto cui erano assegnati multipli gironi, era prevista la disputa delle finali per l'assegnazione del titolo di campione assoluto della lega regionale.

## Girone A

### Classifica finale
|  | Pos. | Squadra               | Pt       | G   | V   | N   | P   | GF    | GS    | DR  |
|  | ---- | --------------------- | -------- | --- | --- | --- | --- | ----- | ----- | --- |
|  | 1.   | Silva                 | 38       | 28  | 17  | 4   | 7   | 49    | 34    | +15 |
|  | 2.   | Azzurra               | 32       | 28  | 13  | 6   | 9   | 52    | 40    | +12 |
|  | 3.   | San Bonifacese        | 31       | 28  | 11  | 9   | 8   | 33    | 38    | -5  |
|  | 3.   | Thiene                | 31       | 28  | 9   | 13  | 6   | 29    | 24    | +5  |
|  | 5.   | Benvenuto Ronzani     | 30       | 28  | 11  | 8   | 9   | 47    | 36    | +11 |
|  | 5.   | Aquila Valeggio       | 30       | 28  | 12  | 6   | 10  | 41    | 33    | +8  |
|  | 7.   | Libertas Caldiero     | 29       | 28  | 11  | 7   | 10  | 36    | 38    | -2  |
|  | 8.   | Breganze              | 28       | 28  | 9   | 10  | 9   | 33    | 35    | -2  |
|  | 9.   | Marosticense          | 27       | 28  | 10  | 7   | 11  | 47    | 36    | +11 |
|  | 10.  | San Zeno              | 26       | 28  | 10  | 6   | 12  | 41    | 55    | -14 |
|  | 10.  | Malo                  | 26       | 28  | 10  | 6   | 12  | 47    | 44    | +3  |
|  | 12.  | San Giovanni Lupatoto | 25       | 28  | 9   | 7   | 12  | 27    | 35    | -8  |
|  | 13.  | Carmenta              | 23       | 28  | 9   | 5   | 14  | 33    | 37    | -4  |
|  | 14.  | Vigasio               | 22       | 28  | 8   | 6   | 14  | 32    | 55    | -23 |
|  | 14.  | Cadidavid             | 22       | 28  | 8   | 6   | 14  | 37    | 50    | -13 |
|  | 16.  | Montebello Vicentino  | Ritirato |     |     |     |     |       |       |     |
|  |      |                       | 420      | 420 | 157 | 106 | 157 | 584 ? | 590 ? | 0   |

Verdetti
- Silva rinunciatario alla promozione. Non essendovi stata altra squadra ad accettare il ripescaggio, il posto in categoria superiore rimase vacante.[1]
- Montebello retrocesso in Prima Divisione.

## Girone B

### Classifica finale
|  | Pos. | Squadra                | Pt  | G   | V   | N   | P   | GF  | GS  | DR  |
|  | ---- | ---------------------- | --- | --- | --- | --- | --- | --- | --- | --- |
|  | 1.   | Contarina              | 45  | 30  | 17  | 11  | 2   | 55  | 21  | +34 |
|  | 2.   | Lendinarese            | 43  | 30  | 17  | 9   | 4   | 46  | 21  | +25 |
|  | 3.   | Bovolone               | 40  | 30  | 15  | 10  | 5   | 69  | 38  | +31 |
|  | 4.   | Petrarca               | 38  | 30  | 15  | 8   | 7   | 74  | 46  | +28 |
|  | 5.   | Minerbe                | 33  | 30  | 15  | 3   | 12  | 47  | 32  | +15 |
|  | 5.   | Nogara                 | 33  | 30  | 13  | 7   | 10  | 69  | 46  | +23 |
|  | 7.   | Solesinese             | 29  | 30  | 11  | 7   | 12  | 45  | 51  | -6  |
|  | 7.   | Badia                  | 29  | 30  | 10  | 9   | 11  | 44  | 46  | -2  |
|  | 7.   | Scaligera              | 29  | 30  | 12  | 5   | 13  | 43  | 52  | -9  |
|  | 10.  | Cologna                | 28  | 30  | 11  | 6   | 13  | 53  | 60  | -7  |
|  | 10.  | Legnago                | 28  | 30  | 10  | 8   | 12  | 45  | 53  | -8  |
|  | 12.  | Dextrosport            | 27  | 30  | 9   | 9   | 12  | 40  | 55  | -15 |
|  | 13.  | Arcella                | 25  | 30  | 7   | 11  | 12  | 45  | 52  | -7  |
|  | 14.  | "Aldo Ballarin" Rovigo | 24  | 30  | 9   | 6   | 15  | 43  | 54  | -11 |
|  | 15.  | Adriese                | 17  | 30  | 6   | 7   | 17  | 24  | 63  | -39 |
|  | 16.  | Cobra Gas Crespino     | 9   | 30  | 1   | 8   | 21  | 24  | 76  | -52 |
|  |      |                        | 477 | 480 | 178 | 124 | 178 | 766 | 766 | 0   |

Verdetti
- Contarina rinunciataria alla promozione. Non essendovi stata altra squadra ad accettare il ripescaggio, il posto in categoria superiore rimase vacante.[1]
- Cobra Gas Crespino retrocesso in Prima Divisione.

## Girone C

### Classifica finale
|  | Pos. | Squadra             | Pt  | G   | V   | N   | P   | GF  | GS    | DR  |
|  | ---- | ------------------- | --- | --- | --- | --- | --- | --- | ----- | --- |
|  | 1.   | Italo Sport-Burano  | 44  | 30  | 19  | 6   | 5   | 57  | 32    | +25 |
|  | 2.   | Cittadellese        | 43  | 30  | 18  | 7   | 5   | 72  | 31    | +41 |
|  | 2.   | Feltrese            | 43  | 30  | 18  | 7   | 5   | 53  | 33    | +20 |
|  | 4.   | Coin                | 36  | 30  | 15  | 6   | 9   | 55  | 30    | +25 |
|  | 4.   | Sandonà 1922        | 36  | 30  | 15  | 6   | 9   | 42  | 36    | +6  |
|  | 6.   | Olimpia             | 34  | 30  | 15  | 4   | 11  | 61  | 41    | +20 |
|  | 7.   | Opitergina          | 32  | 30  | 12  | 8   | 10  | 35  | 36    | -1  |
|  | 8.   | San Stino           | 30  | 30  | 11  | 8   | 11  | 49  | 50    | -1  |
|  | 9.   | Jesolo              | 28  | 30  | 8   | 12  | 10  | 34  | 48    | -14 |
|  | 10.  | Giorgione           | 27  | 30  | 11  | 5   | 14  | 39  | 44    | -5  |
|  | 11.  | Coneglianese        | 24  | 30  | 9   | 6   | 15  | 34  | 48    | -14 |
|  | 11.  | Mestre Edelweiss    | 24  | 30  | 5   | 14  | 11  | 31  | 45    | -14 |
|  | 13.  | Muranese            | 21  | 30  | 8   | 5   | 17  | 37  | 47    | -10 |
|  | 14.  | Pro Mogliano        | 20  | 30  | 8   | 4   | 18  | 36  | 49    | -13 |
|  | 15.  | La Rondine          | 19  | 30  | 8   | 3   | 19  | 29  | 59    | -30 |
|  | 16.  | Marghera di Venezia | 19  | 30  | 7   | 5   | 18  | 26  | 64    | -38 |
|  |      |                     | 480 | 480 | 187 | 106 | 187 | 690 | 693 ? | 0   |

Verdetti
- Italo Burano rinunciataria alla promozione. Non essendovi stata altra squadra ad accettare il ripescaggio, il posto in categoria superiore rimase vacante.[1]
- Marghera retrocesso in Prima Divisione.

## Finali per il titolo Veneto

### Turno Preliminare
La gara di andata si è svolta il 2 giugno 1957, quella di ritorno il 9 giugno.
| Squadra 1                      | Totale | Squadra 2               | Andata | Ritorno |
| ------------------------------ | ------ | ----------------------- | ------ | ------- |
| C.S.I. Silva, Marano Vicentino | 2 - 2  | U.S. Italo Sport-Burano | 2 - 2  | 0 - 0   |

### Finali
La gara di andata si è svolta il 16 giugno 1957, quella di ritorno il 23 giugno.
| Squadra 1      | Totale | Squadra 2               | Andata | Ritorno |
| -------------- | ------ | ----------------------- | ------ | ------- |
| A.C. Contarina | 1 - 4  | U.S. Italo Sport-Burano | 1 - 0  | 0 - 4   |

- Italo Sport Burano campione regionale veneto di Promozione.